# Per un amico
Per un amico es el segundo álbum de la banda italiana de rock progresivo Premiata Forneria Marconi editado en el año 1972; disco que posteriormente sería editado en su versión estadounidense bajo el nombre de Photos Of Ghosts un año después, en 1973.

## Lista de canciones
1. "Appena un Pó" (7:46) - (Pagani/Mussida/Premoli)
2. "Generale" (4:13) - (Mussida/Premoli)
3. "Per un amico" (5:20) - (Pagani/Mussida/Premoli)
4. "Il Banchetto" (8:34) - (Pagani/Mussida/Premoli)
5. "Geranio" (8:04) - (Pagani/Mussida/Premoli)

- Tiempo Total: 34:15

## Músicos
Premiata Forneria Marconi
- Franz Di Cioccio: batería, sintetizador Moog, voces.
- Franco Mussida: Guitarra acústica, guitarra eléctrica, guitarra de doce cuerdas, mandolina, voces.
- Mauro Pagani: flauta, violín, voces.
- Giorgio Piazza: Bajo, voces¨guitarra.
- Flavio Premoli: Teclados, Melotrón, clave, piano, sintetizador Moog, voces.

- Datos: Q530546